# Natal Hair
A Natal Hair Feira Regional de Saúde e Beleza é o maior evento de beleza e estética do Norte-Nordeste. Criado em 1999, o evento reúne serviços, equipamentos, produtos e profissionais do mundo inteiro. Além de Workshops com palestrantes do mais alto gabarito. A feira, que a cada ano é realizada em um shopping center diferente de Natal, movimenta mais de 5 milhões em negócios no estado.